# BattleTech

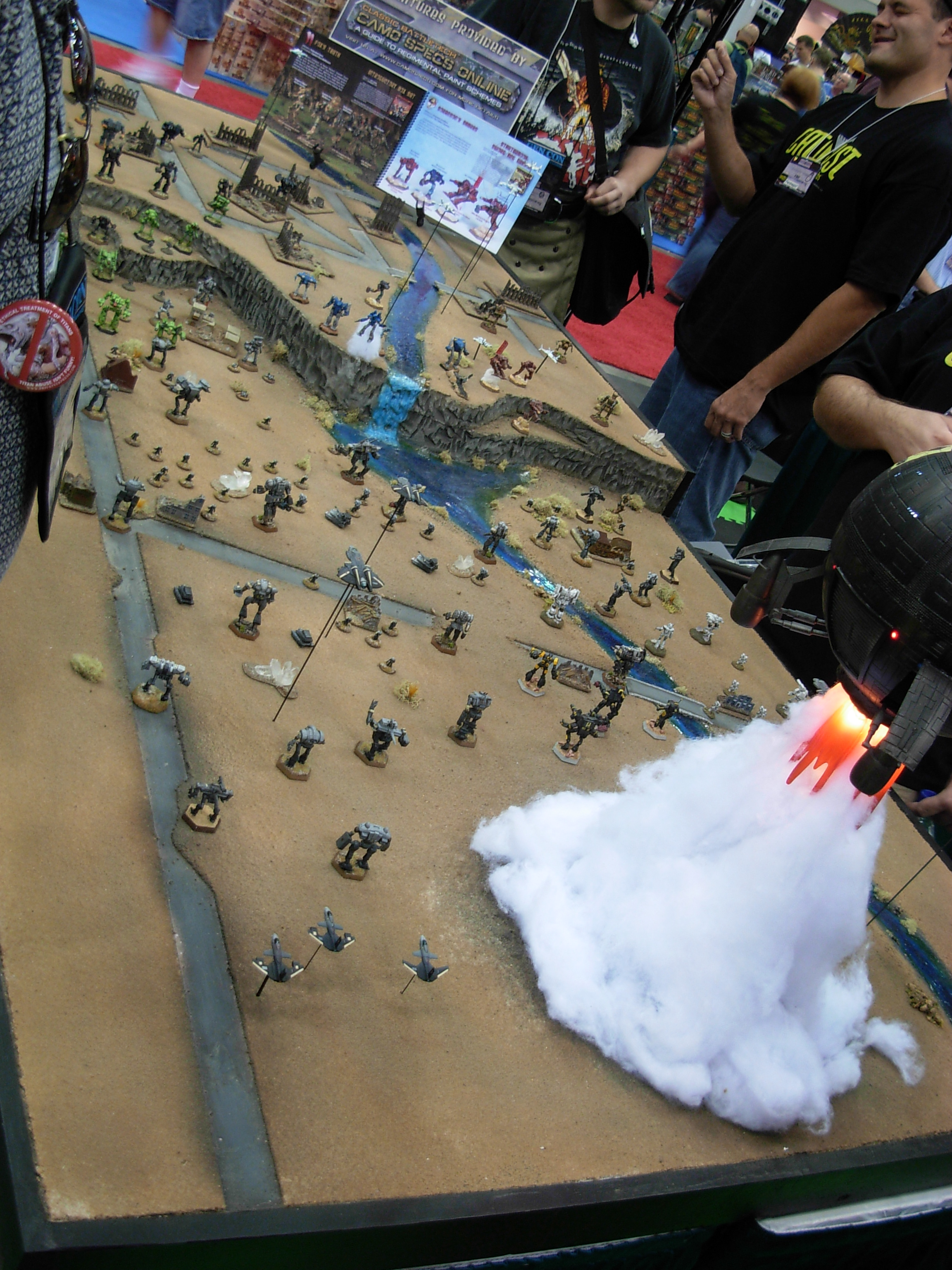
GenCon Indy 2007 - Tabuleiro de BattleTech

BattleTech é um wargame que se passa no século XXXI, num cenário de ficção científica distópica, inspirado no combate entre imensos robôs gigantes, com forma vagamente humana, aqui chamados BattleMechs. Os jogadores usam miniaturas (em metal ou papelão) representando suas unidades em um tabuleiro hexagonal, que retrata o campo de batalha. Buscam então realizar missões fixadas por eles que, podem ser tão simples quanto destruir os robôs adversários ou complexas como tomar uma base rival sem danificar suas estruturas.
Originalmente desenvolvido pela FASA em 1984 e publicado continuamente desde então, até que no ano de 2000, a WizKids adquiriu os direitos lançando como Classic BattleTech pelas mãos da licenciada FANPRO. No ano de 2003 a WizKids vendeu os direitos para a The Topps Company, Inc, que licenciou o jogo para a Catalyst que é quem atualmente publica o Classic BattleTech. O jogo foi lançado em português na sua 4ª Edição pela Devir Livraria. Esta edição é situada, no cenário apresentado pelo jogo, no ano de 3049.
A caixa básica vem com dois conjuntos de regras: as básicas (para os iniciantes) e as avançadas (para os que já tenham se acostumado com as primeiras). As regras básicas se concentram em Movimentação e Ataques com Armas (que aqui são Lasers, Canhões Automáticos, Lança-Chamas, etc). Já nas avançadas, as possibilidades vão muito além, sendo possível Ataques Físicos (chutes, socos, saltar sobre os inimigos, etc.), além de surgirem preocupações mais detalhadas como o aquecimento do robôs. Incluídas vem também as instruções para construir novos BattleMechs.

## Publicações da FASA
Ao contrário do que muitos pensam, a FASA não faliu. Após 25 anos de operação bem sucedida numa concorrida indústria de jogo, os proprietários da FASA decidiram sair enquanto eles estavam por cima, fechar a loja e passar a fazer outras coisas. A maioria do pessoal da FASA foi demitido em Janeiro de 2001, mudando para a WizKids, para a Catalyst Game Labs, optaram por trabalhos independentes ou fora da indústria do jogo. A maioria das propriedades intelectuais para linhas de jogos da FASA foram vendidas à WizKids.

### Livros de regras
Esta tabela cobre apenas os lançamentos da FASA Corporation, relacionando os "livros básicos" publicados nos Estados Unidos.
| Código FASA | Livro                                       | Ano                     | Comentários |
| ----------- | ------------------------------------------- | ----------------------- | --- |
| 1604        | BattleDroids                                | 1984                    | A primeira edição de BattleTech tinha um nome diferente. Por questões de direitos autorais com George Lucas e Star Wars, que detinha os direitos da palavra droids a FASA teve que mudar o nome. |
| 1604        | BattleTech 2a.ed.                           | 1985                    | |
| 1604        | BattleTech 3a.ed.                           | 1992                    | |
| 1604        | BattleTech 4a.ed.                           | 1996                    | |
| 1608        | CityTech                                    | 1986                    | Este jogo introduziu o uso de veículos e infantaria. Apresentava mechs diferentes daqueles da caixa básica de BattleTech. |
| 1608        | CityTech 2                                  | 1994                    | |
| 1609        | AeroTech                                    | 1986                    | Este jogo apresentava regras somente para combates de estratégia entre naves. |
| 1611        | BattleForce                                 | 1989                    | Enquanto BattleTech, CityTech e AeroTech cobrem combates a nível de unidade, estas regras cobrem combates em nível de companhia, batalhões e regimentos, portanto em larga escala. |
| 1626        | BattleTech Manual: The Rules of Warfare     | 1987                    | Primeira compilação de regras: reúne as regras de BattleTech 2a.ed., CityTech (1986) e AeroTech (1986), corrigindo as mesmas, mudando algumas coisas nas regras. Segundo o livro, é considerado "a versão final daqueles jogos". |
| 1640        | BattleTech Compendium                       | 1990                    | Segunda compilação de regras: reúne as regras de BattleTech 2a.ed., CityTech (1986), AeroTech (1986), BattleTech Manual: The Rules of Warfare (1987), e diversos Technical Readouts, com correções e aprimoramentos. Segundo o livro: "Este conjunto de regras tem precedência sobre qualquer publicação anterior, incluindo o BattleTech Manual", se referindo àquele de 1987. |
| 1690        | BattleTech Compendium: The Rules of Warfare | 1994                    | Terceira compilação de regras: reúne as regras do BattleTech 3a.ed., CityTech 2 (1994), BattleTech Compendium (1990) e vários Technical Readouts. Segundo o livro: "Essas regras substituem todas as regras previamente publicadas, incluindo BattleTech Compendium original (1990), o BattleTech 3a.ed. e o CityTech 2a.ed.". Mas adverte: "As regras do AeroTech do BattleTech Compendium original não aparecem neste volume porque Rules of Warfare destina-se apenas como um jogo de combate em solo". |
| 1700        | BattleTech: Maximum Tech                    | 1997 (revisado em 1998) | Este livro é uma coletânea de regras avançadas. Segundo o livro elas são um conjunto de "regras da casa" feita pela FASA através de cartas e telefonemas dos jogadores. |
| 1703        | BattleForce 2                               | 1997                    | Atualização das regras de 1989. |
| 1707        | BattleTech: Master Rules                    | 1998 (revisado em 2001) | Quarta compilação de regras, reunindo as regras do BattleTech 4a.ed. e atualizando as regras do BattleTech Compendium: The Rules of Warfare. Por essa razão ele substitui o Rules of Warfare como compendium de regras. Porém, seguindo o padrão do Rules of Warfare, este não inclui as regras do AeroTech ou do AeroTech 2a.ed. |
| 1718        | AeroTech 2                                  | 2000                    | Atualização das regras de 1986. |

Portanto, quem quiser jogar BattleTech hoje, com os antigos livros da FASA, terá que usar o BattleTech 4a.ed. (a caixa básica que inclui mapas e miniaturas), o BattleTech: Master Rules (2001) e o BattleTech: Maximum Tech (1998). Com isso ele terá todas as regras de jogo atualizadas. Caso queira jogar combates aeroespaciais terá que ter também o AeroTech 2 (2000) (que é a 2a.ed.).
Além dessas regras, que cobrem combates a nível de unidade (um mech, veículo ou nave), há regras que cobrem nível de companhia, batalhões e regimentos, portanto em larga escala. Para tanto é preciso o BattleForce 2.

### Suplementos
Além dos livros de regras, a FASA Corporation e suas sucessoras também lançaram livros suplementares, que descrevem cenários, introduzem novos mechs e novas regras (compiladas no Master Rules). Os mais comuns são:

#### Field manuals
Ou "Manuais de Campo", que descrevem os grandes "Estados" do universo BattleTech, mas com um foco claramente militar: forças militares, armamento, história militar etc. Razão pela qual pode haver, e de fato existem, outros suplementos com o mesmo nome, mas com foco na história e cultura do Estado.
- FASA 1698 - BattleTech Field Manual: Draconis Combine
- FASA 1699 - BattleTech Field Manual: Free Worlds League
- FASA 1701 - BattleTech Field Manual: Mercenaries
- FASA 1706 - BattleTech Field Manual: Crusader Clans
- FASA 1711 - BattleTech Field Manual: Warden Clans
- FASA 1714 - BattleTech Field Manual: ComStar
- FASA 1717 - BattleTech Field Manual: Capellan Confederation
- FASA 1719 - BattleTech Field Manual: Federated Suns
- FASA 1720 - BattleTech Field Manual: Lyran Alliance

#### Sourcebooks, Houses books e Clan books
A FASA não foi muito precisa ao escolher os nomes sourcebook, house book e clan book para nomear os livros, assim há livros de referência que não possuem o nome sourcebook, mas não deixam de sê-lo. Todos esses livros, diferentemente dos Manuais de Campo, têm foco na cultura, história, política e organização dos Estados.
Há Sourcebooks ou "Livros de Referência" que descrevem clãs e organizações. Já os livros das "Casas" sempre descrevem a história e costumes de uma casa nobiliárquica específica, que é a forma como a qual os Estados se organizam na sociedade do século 31, pois lá impera uma forma de monarquia. Da mesma forma os Livros dos Clãs, que descrevem um clã específico.
- FASA 1621 - House Steiner (The Lyran Commonwealth)
- FASA 1620 - House Kurita (The Draconis Combine)
- FASA 1623 - House Davion (The Federated Suns)
- FASA 1624 - House Liao (The Capellan Confederation)
- FASA 1622 - House Marik (The Free Worlds League)
- FASA 1631 - Wolf's Dragoons Sourcebook
- FASA 1642 - Wolf Clan Sourcebook
- FASA 1644 - Jade Falcon Sourcebook
- FASA 1645 - Invading Clans Sourcebook
- FASA 1655 - ComStar Sourcebook
- FASA 1692 - The Periphery
- FASA 1709 - The Clans - Warriors of Kerensky
- FASA 1724 - Inner Sphere

#### Technical readouts
Ou "Manuais Técnicos" ("leituras técnicas" numa tradução literal), que são aqueles suplementos que descrevem os BattleMechs ou mesmo veículos, de um determinado período da história do universo ficcional do jogo. Assim, não são manuais para se ler de capa à capa, mas de consulta. Os mechs são agrupados em capítulos conforme a tonelagem, descrevendo a história de cada um, armas, e ficha de jogo.
- FASA 8603 - Technical Readout: 3025 (Revised)
- FASA 8606 - Technical Readout: 3026
- FASA 8613 - Technical Readout: 2750
- FASA 8614 - Technical Readout: 3050 (Revised)
- FASA 8619 - Technical Readout: 3055 (Revised)
- FASA 8620 - Technical Readout: 3057
- FASA 8621 - Technical Readout: 3058
- FASA 8622 - Technical Readout: 3060

#### Scenarios
São os livros de cenários, isto é, aqueles que descrevem cenários para uma sessão de jogo: missões, mechs disponíveis, descrição do inimigo, mapa de jogo etc. Foram muitos cenários lançados, seguem alguns poucos:
- FASA 1606 - The Fox's Teeth
- FASA 1617 - The Gray Death Legion
- FASA 1652 - The Kell Hounds
- FASA 1678 - Luthien
- FASA 1684 - The Fall of Terra
- FASA 1686 - The Black Thorns

## Classic BattleTech
A FASA parou de produzir o BattleTech em 2000/2001, vendendo a franquia para a WizKids, como já explicado. A WizKids licenciou os direitos para a FanPro, que foi quem adotou a marca comercial "Classic Battletech", continuando a produzir suplementos para o jogo, reimprimindo muitos livros antigos, debaixo deste novo selo. Foi a FanPro quem iniciou um trabalho hercúleo para atualizar as regras e reorganizar os livros de regras num novo formato, com nova qualidade gráfica.
Em Junho de 2007, a Catalyst Game Labs (subsidiária da "InMediaRes Productions, LLC") adquiriu a licença do "Classic BattleTech", e reiterou seu compromisso de publciar produtos de qualidade. A Catalyst também manteve muitos membros da equipe que trabalharam para a FanPro. A Catalyst também mudou o nome novamente para BattleTech, mas somente para a celebração do 25º aniversário do jogo, voltando a usar a marca "Classic Battletech" nas futuras publicações.
A Catalyst também deu prosseguimento ao trabalho da FanPro de compilação e reorganização das regras do jogo em novos livros. O formato atual é o mesmo adotado pela FanPro, como indicado a seguir.
- Total Warfare - O principal Livro de Regras de BattleTech. Ele é o equivalente ao antigo livro da FASA BattleTech Master Rules e às regras básicas do AeroTech 2, reunidos num só volume. Cobre BattleMechs, ProtoMechs, veículos de combate e de suporte, infantaria, caças espaciais e Dropships.
- BattleTech Manual - O mesmo que o Total Warfare, mas inclui apenas regras para mechs. Não cobre veículos, infantaria ou aero/espaçonaves. É uma versão "castrada" do Total Warfare.
- Alpha Strike: Commander's Edition - Uma versão mais rápida do BattleTech, com regras derivadas do Quick-Strike. Suas regras cobrem o nível de companhia, batalhões e regimentos, portanto em larga escala. Incluí regras para criação de exércitos. Porém, as regras de combate foram simplificadas para poder jogar partidas mais rápidas. Basicamente possui as mesmas complexidades do jogo tradicional, mas diminuíram a necessidade de manter registros e anotações extensas, para acelerar a partida. Este livro era anteriormente publicado em dois volumes distintos que foram unificados:
  - Alpha Strike
  - Alpha Strike Companion - Adicionava regras avançadas ao Alpha Strike.
- TechManual - Um volume complementar para Total Warfare, combinando todas as regras de construção para as várias unidades apresentadas naquele manual de regras (mechs, veículos e espaçonaves etc). Ele é o equivalente ao antigo livro da FASA BattleTech Maximum Tech, porém simplificado e atualizado. Contém também listas de armas e equipamentos do Maximum Tech, mas também novas armas e equipamentos, com as mais novas tecnologias de ponta. Mais do que apenas um livro de regras, o TechManual contextualiza no universo essas unidades e as tecnologias de seu desenvolvimento, sendo valioso recurso sobre o universo ficcional.
- Interstellar Operations - Cobre combates em grande escala, à nível de batalhões, conquistas planetárias, setores ou até mesmo controle de um clã ou casa nobre. Este livro foi posteriormente dividido em dois volumes:
  - Interstellar Operations: BattleForce - As regras referentes ao antigo BattleForce da FASA foram tiradas do Strategic Operations e inseridas aqui.
  - Interstellar Operations: Alternate Eras
- Strategic Operations - Regras e táticas para combates aeroespaciais e conquista de um sistema solar. Cobre movimentação, combate, construção de unidades, manutenção, reparos, espólio e regras de personalizações. Era o equivalente aos antigos livros da FASA AeroTech 2 e BattleForce. Este livro foi posteriormente dividido em dois volumes:
  - Strategic Operations - Perdeu o conteúdo do antigo BattleForce, e o conteúdo de Campanha foi movido para outro livro. Ficou apenas com as regras referentes ao antigo AeroTech 2.
  - Campaign Operations - Manutenção, reparos, espólio, personalizações etc.
- Tactical Operations - Oferece regras avançadas para armas, equipamentos, combate e movimentação. Contém regras extras para construção de veículos e estruturas móveis. Também cobre condições planetárias diversas (climas exóticos, gravidade etc) e novas táticas de combate. Este livro foi posteriormente dividido em dois volumes:
  - Tactical Operations: Advanced Rules - Regras avançadas que se aplicam a operações a nível mundial. Inclui novas opções de movimento e combate.
  - Tactical Operations: Advanced Units & Equipment - Cobre unidades e tecnologias avançadas. Inclui uma extensa seção de Armas e Equipamentos Avançados e as regras para jogar e construir Veículos de Suporte e Estruturas Móveis avançadas.
- A Time of War - É o jogo de RPG, descrevendo como criar personagens e aventuras de interpretação de papéis.
- A Time of War Companion - Regras avançadas para o jogo de RPG.